# Friedrich Wilhelm August Vetter
Friedrich Wilhelm August Vetter (* 23. Dezember 1799 in Glogau; † nach 1840 in den USA) war ein deutscher Mediziner und Balneologe.

## Leben
Friedrich Wilhelm August Vetter diente 1813 am Militärhospital in Breslau, erkrankte dort an Typhus und war längere Zeit krank.
Er begann 1819 ein Medizin-Studium an der chirurgischen Schule des Militärhospitals in Breslau und setzte sein Studium 1823 an der Universität Frankfurt (Oder) und 1825 an der Universität Berlin fort. Hier promovierte er mit seiner Inaugural-Abhandlung De constitutionum atmosphaerae varietatibus zum Dr. med. Anschließend ließ er sich in Berlin als Arzt nieder und publizierte einige Abhandlungen zur Cholera.
In der Zeit von 1833 bis 1834 gab er die Berliner Gesundheitszeitung, eine volksärztliche Wochenschrift und von 1841 bis 1843 die Annalen der Struve’schen Brunnen-Anstalten heraus.
Angeregt durch seinen Schwiegervater, der Erfinder der künstlichen Mineralwässer, begann er, sich mit balneologischen Arbeiten zu beschäftigen und veröffentlichte als Resultat seiner Studien einige Schriften zur Heilquellenlehre.
1840 wurde er Mitredakteur des Archiv für die gesammte Medicin, das Heinrich Haeser herausgab.
Friedrich Wilhelm August Vetter war verheiratet mit Maria Theresia, eine Tochter des Arztes und Apothekers Friedrich Adolph August Struve.
Aufgrund von missglückten Grundstücksspekulationsgeschäften siedelte er in den 1840er Jahren nach Nordamerika über und starb dort in verarmten Verhältnissen.

## Mitgliedschaften
- Hufelandsche Medizinisch-Chirurgische Gesellschaft.
- Verein für Heilkunde in Preußen.
- Gesellschaft für Natur- und Heilkunde in Dresden.

## Schriften (Auswahl)
- Beleuchtung des Sendschreibens die Cholera betreffend des Präsidenten Herrn. Dr. Rust an den Freiherrn Alexander von Humboldt. Berlin 1832.
- Das Princip der Theilung der Arbeit: in seiner Anwendung auf die Trennung der Arzeneiverordnung Arzeneibereitung. Berlin 1834.
- Die Cholera-Epidemie des Jahres 1837 in Berlin. Berlin, b. Reimer 1837.
- Ueber den Gebrauch und die Wirkungen künstlicher und natürlicher Mineralbrunnen. Ein Beitrag zur Begründung der Pharmacodynamik der Mineralwässer. Berlin 1845.
- Theoretisch-praktisches Handbuch der Heilquellenlehre. Berlin 1838 und 1845.
- Allgemeines Brunnen- und Badebuch. Zunächst für Curgäste. Berlin 1840.